# فتى الكاراتيه: الأساطير
فتى الكاراتيه: الأساطير (بالإنجليزية: Karate Kid: Legends) هو فيلم درامي أمريكي لعام 2025 يتناول الفنون القتالية، من إخراج جوناثان إنتويستل وتأليف روب ليبر. يشارك في بطولته النجوم جاكي شان، بن وانغ، ورالف ماتشيو.

## طاقم العمل
- جاكي شان بدور السيد هان
- رالف ماتشيو بدور دانيال لاروسو
- بن وانج بدور لي فونج
  - Marco Zhang بدور لي فونج الشاب
- جوشوا جاكسون بدور فيكتور

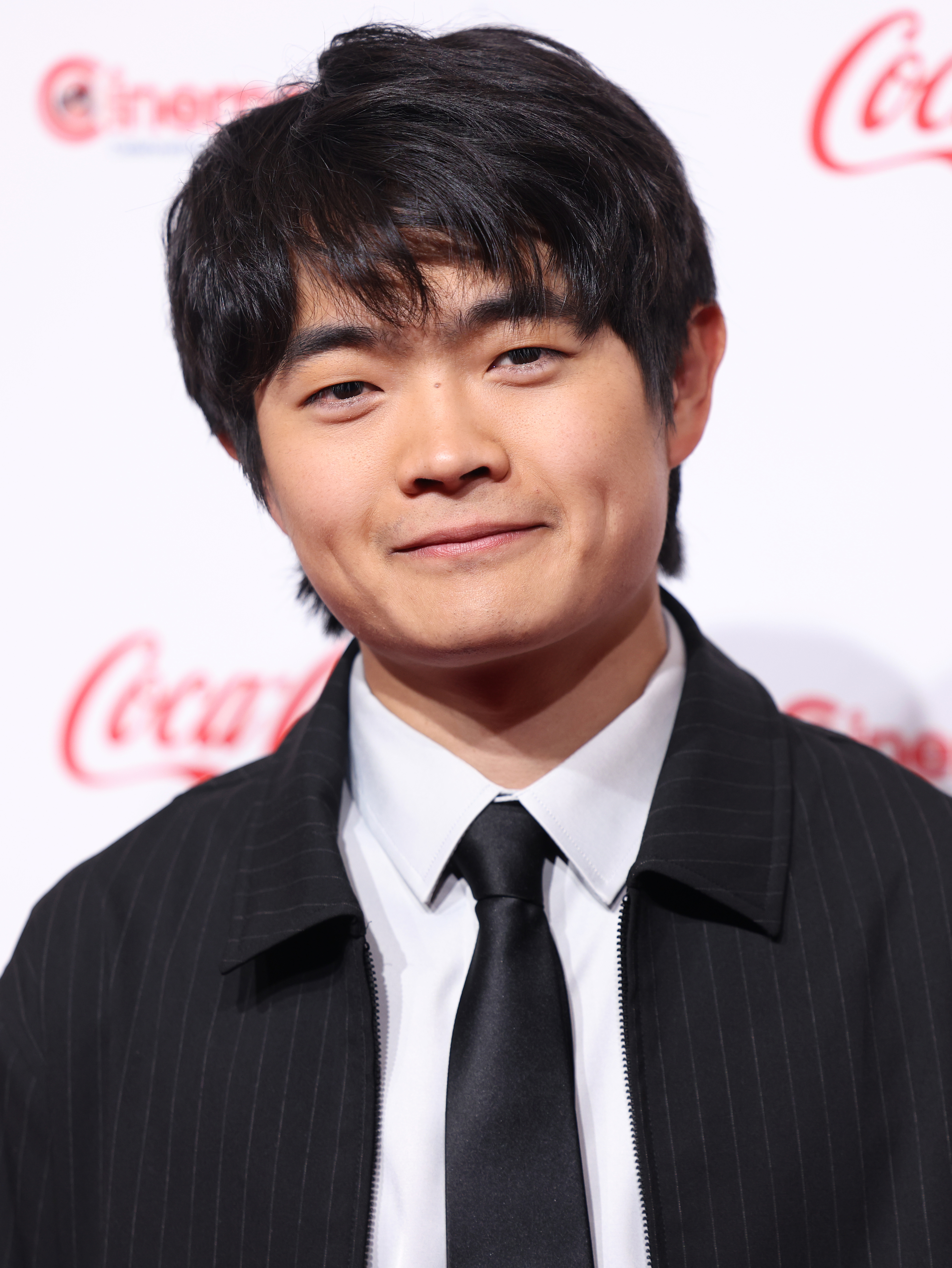
بن وانج بدور لي فونج

- شونيت رينيه ويلسون بدور السيدة مورجان
- جوشوا جاكسون بدور فيكتور ليباني، والد ميا
- سادي ستانلي بدور ميا ليباني، ابنة فيكتور
- مينغ نا ون بدور الدكتورة فونغ، والدة لي وابنة أخت السيد هان
- آرامیس نایت بدور كونور داي، لاعب الكاراتيه المعجزة ومنافس لي
- Wyatt Oleff بدور آلان، معلم لي وصديقه
- شونيت رينيه ويلسون  [لغات أخرى]‏ بدورالسيدة مورغان، معلمة لي في المدرسة في نيويورك
- تيم روزون بدور أوشيا، وهو مقرض المال الذي يعتبر دائنًا لفيكتور ومعلمًا لكونور.
- اوسكار جي بدور بو فونغ,

## روابط خارجية
- فتى الكاراتيه: الأساطير على موقع IMDb (الإنجليزية)
- فتى الكاراتيه: الأساطير على موقع ميتاكريتيك (الإنجليزية)
- فتى الكاراتيه: الأساطير على موقع روتن توميتوز (الإنجليزية)
- فتى الكاراتيه: الأساطير على موقع قاعدة بيانات الأفلام العربية
- فتى الكاراتيه: الأساطير على موقع ألو سيني (الفرنسية)
- فتى الكاراتيه: الأساطير على موقع أول موفي (الإنجليزية)
- فتى الكاراتيه: الأساطير على موقع فيلمافينيتي (الإسبانية)
- فتى الكاراتيه: الأساطير على موقع قاعدة بيانات الأفلام السويدية (السويدية)
- فتى الكاراتيه: الأساطير على موقع قاعدة بيانات الفيلم (الإنجليزية)
- فتى الكاراتيه: الأساطير على موقع ليتربوكسد (الإنجليزية)